# IFK Ålund
IFK Ålund är en idrottsförening i Ålund i Skellefteå kommun. Klubben bildades den 2 maj 1952 och gick under de första åren under namnet SK Hökarna. De har som högst spelat i Division 3, den fjärde högsta ligan i Sverige år 1999.
IFK Ålund spelade sina hemmamatcher på Blålunda, en fotbollsplan som ligger mitt ute i skogen mellan Ålund och Blåfors. 
Under åren har profiler som Tomas Marklund och Stefan Westerlund spelat     många matcher. De har, tillsammans med klubbens ordförande John Burström, varit klubbens ryggrad under  många år. 